# Lladorre
Lladorre ist eine katalanische Gemeinde (municipio) mit 254 Einwohnern (Stand: 2024) in der Provinz Lleida im Nordosten Spaniens. Sie ist Teil der Comarca Pallars Sobirà. Die Gemeinde besteht neben dem Hauptort Lladorre aus den Ortschaften Aineto, Boldís Jussà, Boldís Sobirà, Lleret und Tavascan.

## Lage
Lladorre liegt in den Pyrenäen etwa 125 Kilometer nordnordöstlich von Lleida in einer Höhe von ca. 1050 m. Die Gemeinde liegt an der Grenze zu Frankreich und Andorra wird vom Noguera de Cardós durchflossen. Die Gemeinde hat ein gemäßigt warmes Klima. Die Jahresdurchschnittstemperatur beträgt 5,4 °C. Niederschlag fällt das ganze Jahr über (insgesamt 1014 mm).

## Einwohnerentwicklung
| Jahr      | 1970 | 1981 | 1991 | 2006 | 2011 | 2021 |
| Einwohner | 239  | 183  | 214  | 230  | 244  | 244  |

## Sehenswürdigkeiten

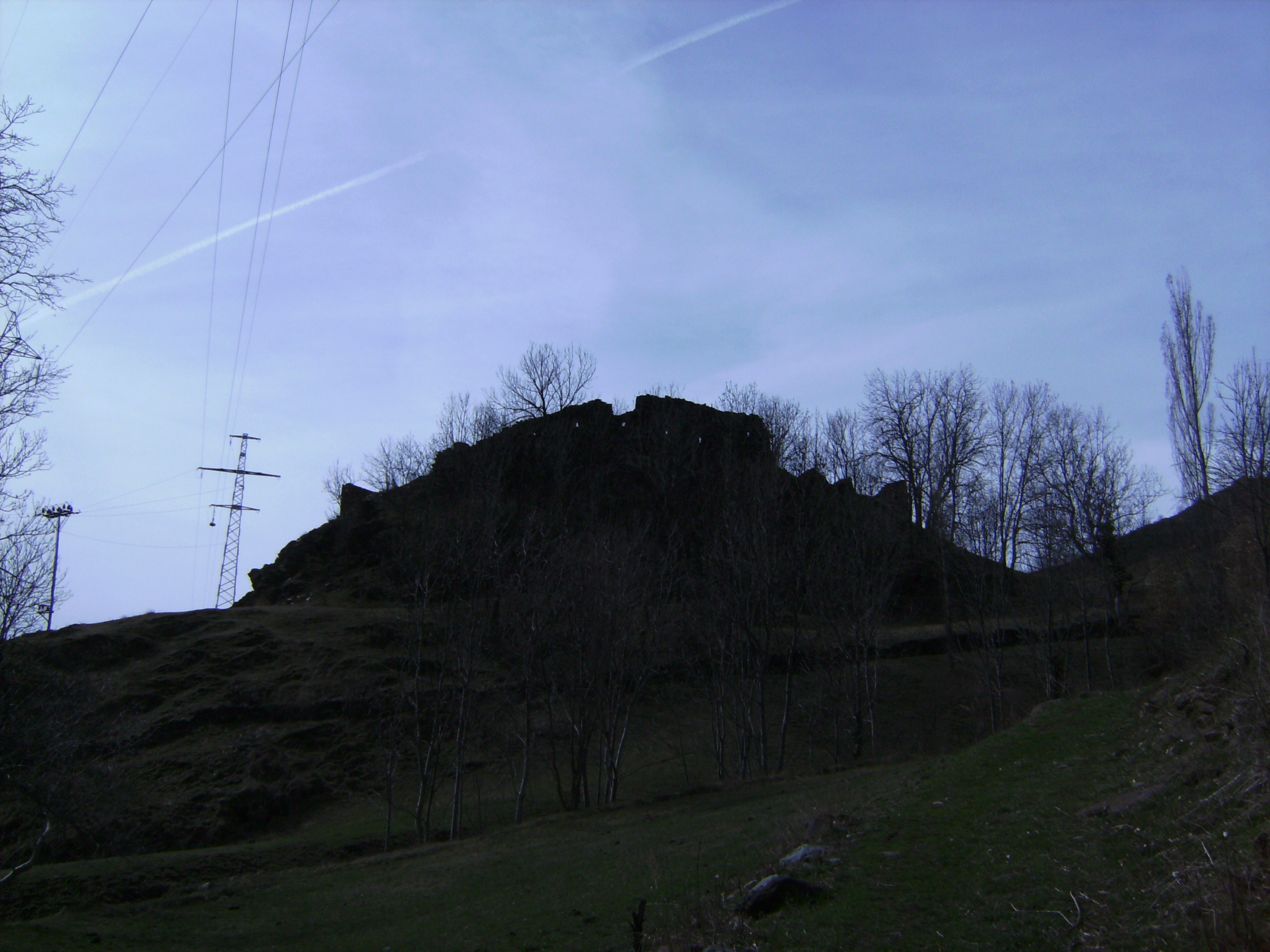
Burgruine von Lladorre
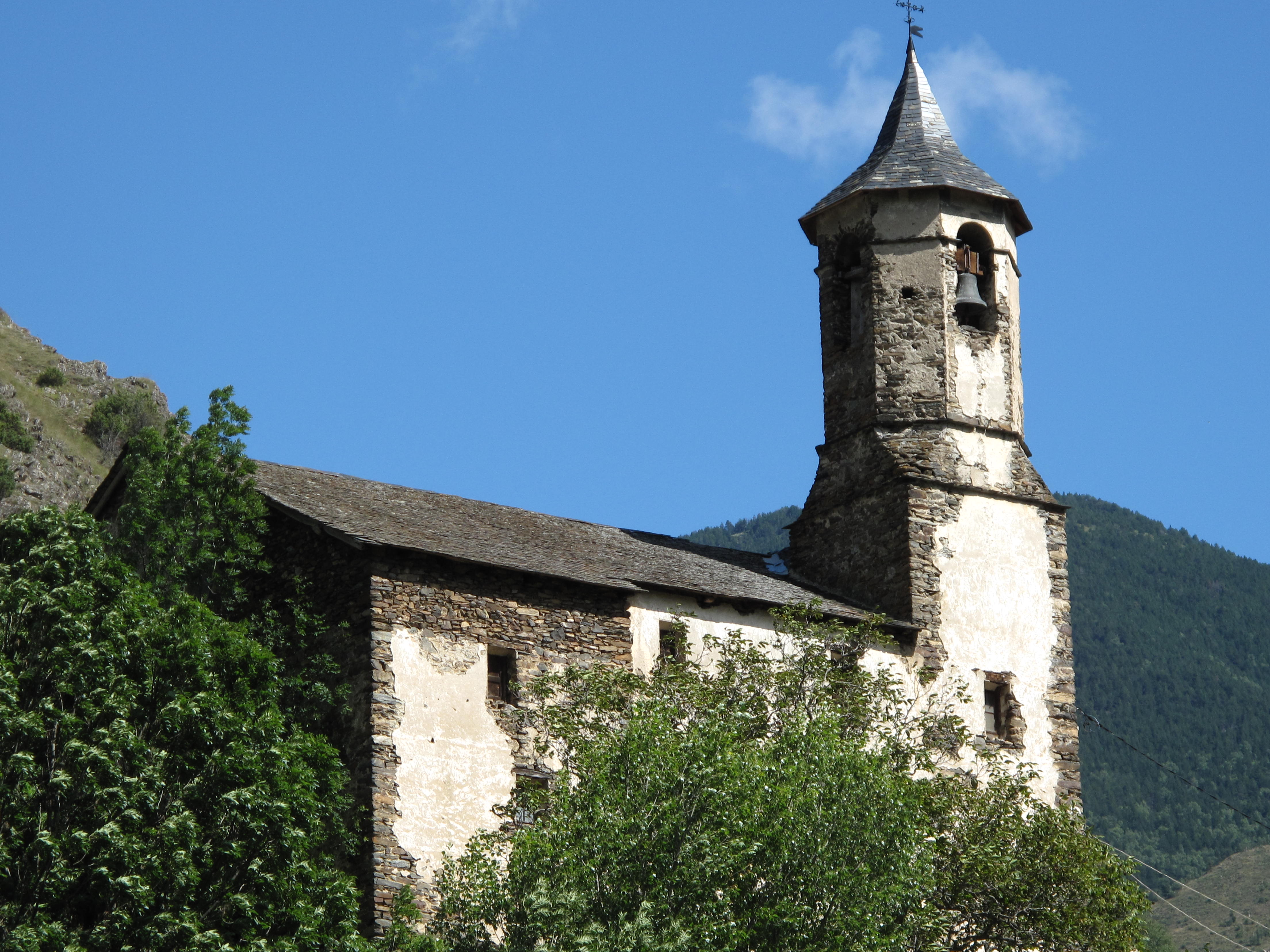
Martinskirche
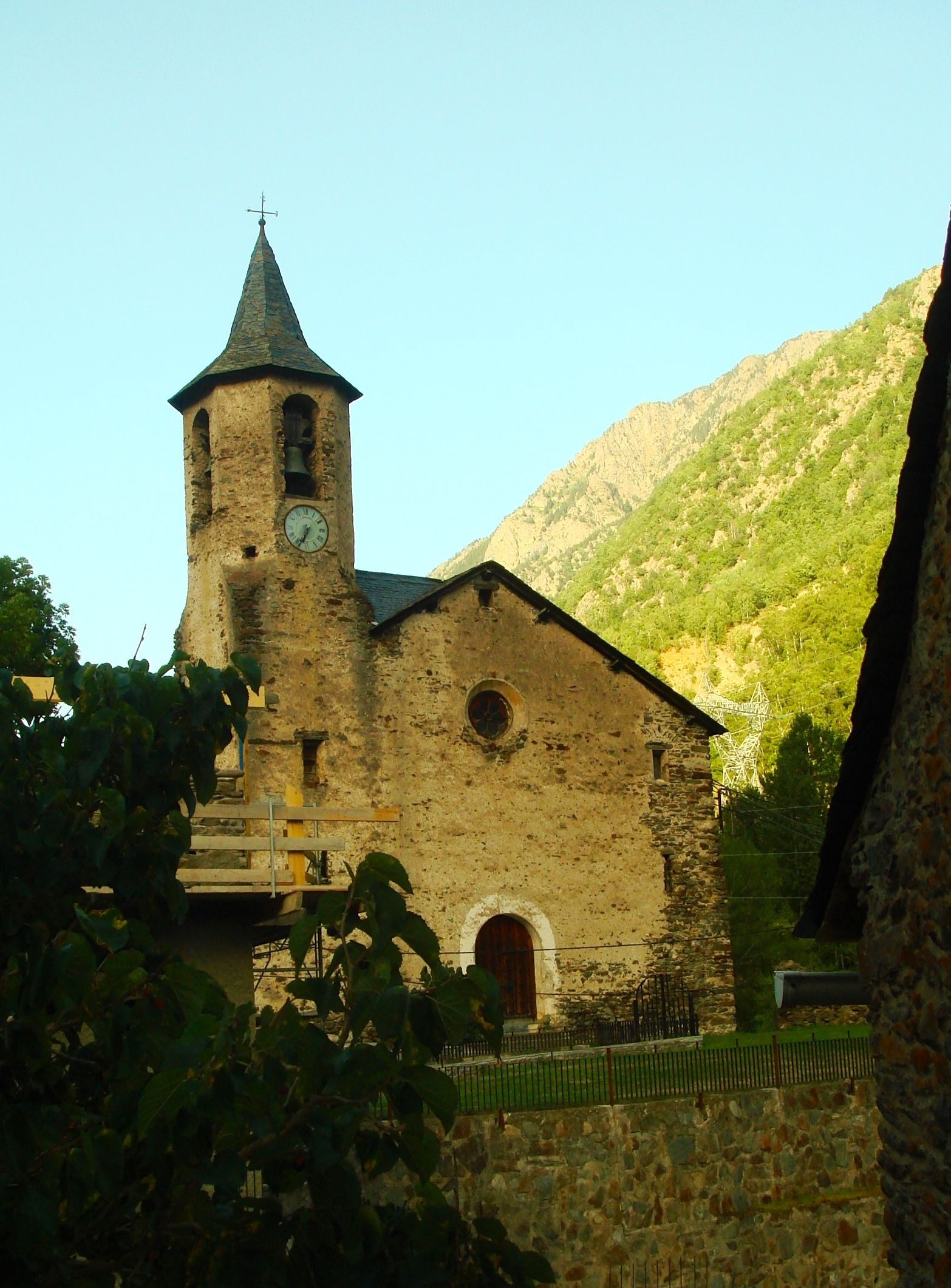
Bartholomäuskirche
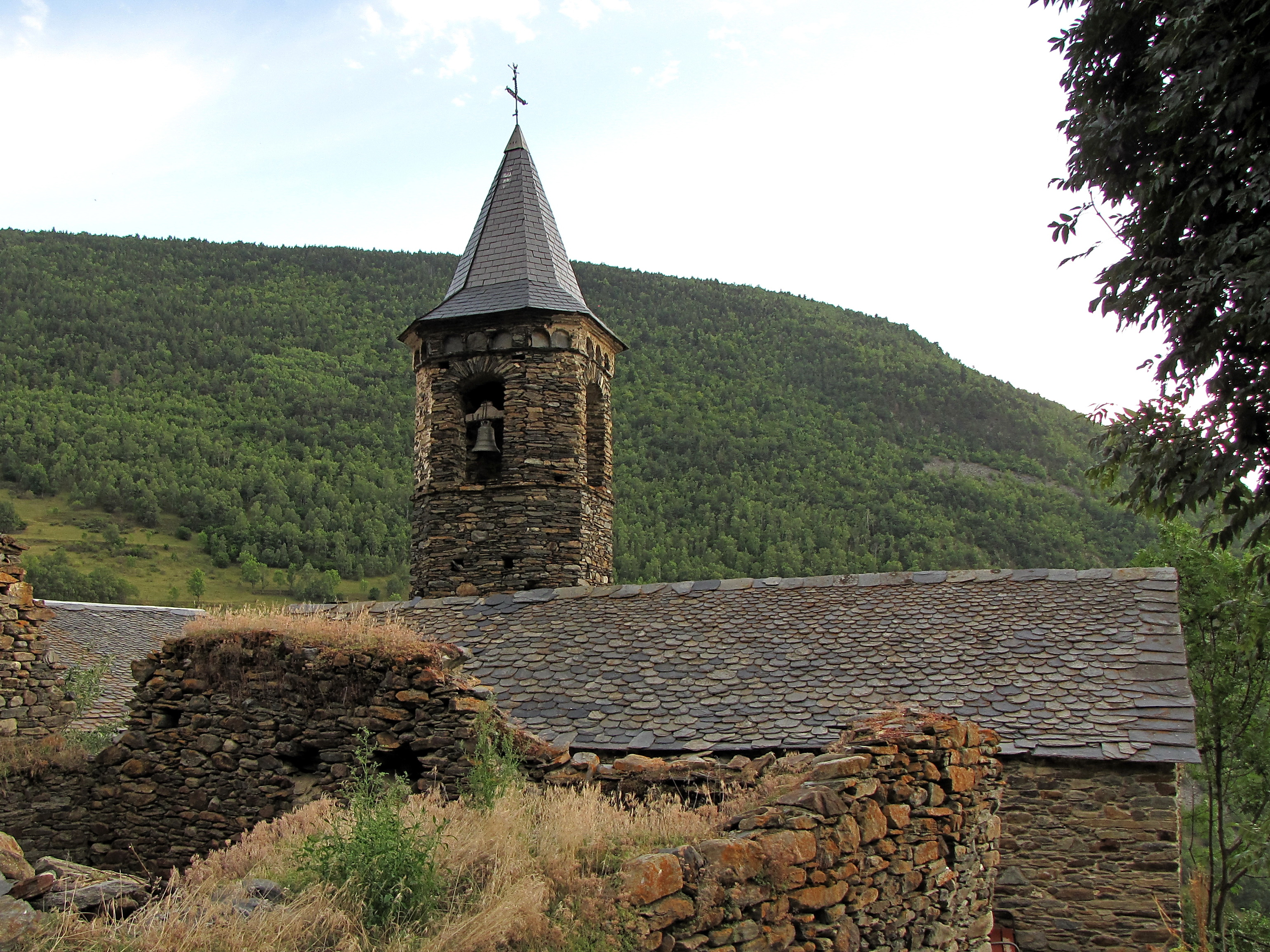
Peterskirche

- Martinskirche von Lladorre
- Bartholomäuskirche von Tavascan
- Peterskirche von Boldís Jussà

- Burgruine von Lladorre
- Martinskirche
- Bartholomäuskirche
- Peterskirche